# Pollalesta discolor
Pollalesta discolor là một loài thực vật có hoa trong họ Cúc. Loài này được (Kunth) Aristeg. miêu tả khoa học đầu tiên năm 1963.